# Abu l-Hasan 'Ali
Abū al-Ḥasan ʿAlī ibn Saʿd, chiamato dai castigliani "Muley Hacen" o "Mulhacen", e soprannominato sempre dai castigliani "El Viejo" (il vecchio), per non confonderlo con il figlio Abū ʿAbd Allāh Muḥammad XII ("Boabdil)" "El Chico". (in arabo أبو الحسن علي بن سعد‎?; ... – Mondújar, 1485), è stato il ventunesimo sultano nasride del Sultanato di Granada.
Era nipote di Yūsuf II. Salì al trono nel 1464, dopo aver spodestato il padre Saʿd al-Mustaʿīn. Nel 1482 venne deposto dal figlio Muḥammad XII al-Zughbi (Boabdil), risalì al trono nel 1484, quando il figlio venne fatto prigioniero dai Castigliani. Venne spodestato dal fratello Muḥammad XIII al-Zaghal, che regnò fino a quando Boabdil non venne rilasciato.

## Biografia

### Regno
Abū al-Ḥasan ʿAlī divenne sultano nell'agosto del 1464, dopo aver rovesciato il padre Saʿd al-Mustaʿīn, con il supporto del potente clan dei Banū Sarrāj ("Abencerrages"). Sia i cronisti musulmani che quelli castigliani sono concordi nel descrivere il sultano Abū al-Ḥasan come amante dei piaceri della vita, amante della compagnia di cantanti e danzatrici.

Saʿd al-Mustaʿīn aveva fatto sposare il figlio Abū al-Ḥasan con la vedova di Muḥammad XI di nome ʿĀʾisha al-Ḥorra ("la Libera"), chiamata Fāṭima da alcune fonti. Con questa unione, probabilmente sperava di riconciliare le varie fazioni granadine. ʿĀʾisha e Abū al-Ḥasan ʿAlī ebbero due figli: Abū ʿAbd Allāh Muḥammad XII al-Zughbi (Boabdil) e Yūsuf. Abū al-Ḥasan si innamorò follemente di una schiava cristiana, Isabel de Solís, che si convertì all'Islam e assunse il nome Sōrayā. Abū al-Ḥasan ripudiò la moglie ʿĀʾisha, che venne scacciata dall'Alhambra, trasferendosi nel palazzo che ancora oggi porta il suo nome, la Dār al-Ḥorra.
Nel 1469, Isabella di Castiglia, nonostante l'opposizione di suo fratello Enrico IV, sposò Ferdinando II di Aragona. Questa unione porterà alla fine del Sultanato di Granada nel 1492.
Nel 1474, dopo la morte di Enrico IV di Castiglia, Isabella fu proclamata regina di Castiglia nella chiesa di San Martín di Segovia. Nel 1481, il marchese di Cadice, Rodrigo Ponce de León di Arcos de la Frontera organizzò una spedizione contro Ronda, distruggendo una torre di avvistamento. I musulmani si vendicarono lanciando un assalto contro il castello di Zahara de la Sierra, che era diventato un feudo di Ferdinando agli inizi del XV secolo. Il 27 dicembre 1481, l'esercito nasride attaccò il castello di sorpresa, uccidendo molti cristiani e facendo centocinquanta prigionieri. La rocca non venne però espugnata, essendo ben difesa da cinquanta cavalieri e duecento arcieri.

### Conquista di Alhama
Il marchese di Cadice iniziò a preparare la sua vendetta. A Marchena, radunò un esercito di duemilacinquecento cavalieri e tremila fanti. Il suo esercito venne guidato da spie di confine, molti di loro erano rinnegati musulmani. Per aggirare i sorveglianti musulmani, marciarono lungo i sentieri di montagna nella regione di Loja. Il 28 febbraio 1482, dopo due giorni di cammino, giunsero ad Alhama, all'alba. Alcuni soldati attaccarono le sentinelle musulmane alle spalle, uccidendole e aprendo i cancelli della fortezza, permettendo così al grosso dell'esercito castigliano di entrare nella fortezza. I musulmani si resero conto troppo tardi di cosa stesse succedendo. Furono costretti a ritirarsi a Granada. I Castigliani saccheggiarono la città, ottenendo un grande bottino. Costruirono nuove fortificazioni per paura di un attacco musulmano ma, nonostante questo, quattro giorni dopo, Abū al-Ḥasan ʿAlī riconquistò la città.
Il duca di Medina Sidonia e il governatore di Cabra affidarono i loro eserciti al marchese di Cadice, che, dopo 25 giorni di assedio riconquistò la città. Per i Nasridi, il controllo di Alhama era di vitale importanza, perché si trovava in una posizione strategica sulla strada tra Granada, Malaga e Ronda. Ma tutti i tentativi di riconquistarla si dimostrarono inutili. Questa disgrazia per i musulmani venne descritta in un'opera di un romancero anonimo del XV secolo, con il titolo di "la grande perdita di Alhama".

### Battaglia di Loja
Nel 1482 i re cattolici decisero di assediare la città di Loja. Il 9 luglio 1482 i Castigliani si accamparono in una piccola valle circondata da colline ai piedi della fortezza nasride di Loja. Questa fortezza era difesa da uno dei migliori comandanti granadini, ʿAlī al-ʿAṭṭār. ʿAlī, approfittando delle negligenza dei Castigliani, abbandonò la città con tutta la fanteria e la cavalleria di cui disponeva, attaccando direttamente il campo castigliano. Egli fu così in grado di ottenere le armi da fuoco e le attrezzature che i Castigliani avevano nel loro campo.
Il 14 luglio 1482 gli eserciti cristiani si ritirarono. Nel frattempo a Granada, ʿĀʾisha, la moglie ripudiata di Abū al-Ḥasan ʿAlī, stava preparando la sua vendetta contro il marito. Incitò i figli Abū ʿAbd Allāh Muḥammad al-Zughbi (Boabdil) e Yūsuf a ribellarsi contro il padre e a tentare di detronizzarlo. I principi ribelli abbandonarono quindi Granada, arrivando a Guadix, dove Boabdil venne nominato sultano.
La storiografia castigliana e la letteratura romantica spiegano che dietro a tutti questi intrighi c'era la rivalità tra la sultana ʿĀʾisha e la nuova preferita Sōrayā.

Contemporaneamente, il potente clan dei Banū Sarrāj ("Abencerrages"), che Abū al-Ḥasan aveva decimato, iniziò anch'esso a complottare contro il sultano, principale animatore di questo complotto fu il potente nobile Yūsuf ibn Kumasa (chiamato "Abencomixa" dai Castigliani). Yūsuf ibn Kumasa odiava il visir di Abū al-Ḥasan, Abū al-Qāsim Bannigas, a causa della sua fama sinistra. Questo membro della famiglia Bannigas (rivali degli Abencerages) era sospettato di fare il doppio gioco, di essere un alleato dei Castigliani. Tutto questo malcontento e questi complotti sfociarono nella detronizzazione di Abū al-Ḥasan ʿAlī, a favore del figlio Muḥammad al-Zughbi (Boabdil), che venne proclamato sultano dagli Abencerages il 15 luglio 1482. Dopo una furiosa battaglia per le strade di Granada, Abū al-Ḥasan venne sconfitto, fuggì quindi assieme al fratello Muḥammad al-Zaghal, prima a Malaga e poi ad Almería, dove iniziò a prepararsi per combattere il figlio.

### Regno di Boabdil
Nella primavera del 1483, il marchese di Cadice, venne sconfitto da Boabdil in una battaglia nella regione di Axarquía. La battaglia di Axarquía fu l'ultima vittoria dei musulmani nella storia di al-Andalus.

### Prigionia di Boabdil
Un mese dopo, Boabdil, affamato di gloria, attaccò Lucena. Subì una grave sconfitta. Il sultano fu fatto prigioniero dai castigliani. Appena venne informato del disastro accaduto a Lucena, Abū al-Ḥasan ʿAlī, che aveva ancora molti sostenitori a Granada, si affrettò a riconquistare il suo trono.
Abū al-Ḥasan ʿAlī venne colpito da una grave malattia, pare si trattasse di epilessia, che gli causò la perdita della vista, più una specie di gonfiore generale. Un cronista musulmano anonimo dell'epoca vide questo come un castigo divino. D'altra parte anche il figlio Boabdil divenne impopolare, a causa del patto fatto con i castigliani, secondo cui sarebbe stato liberato in cambio della sua fedeltà, diversi giuristi si riunirono e lanciarono una fatwa contro Boabdil, datata all'ottobre del 1483.
Nel mese di settembre, i castigliani conquistarono Utrera, e verso la fine dell'ottobre 1483, il marchese di Cadice conquistò la fortezza di Zahara.

### Caduta di Ronda
Durante l'estate del 1484 i Castigliani ripresero i loro attacchi contro il Sultanato di Granada. Il 21 settembre, Ferdinando II, conquistò Setenil de las Bodegas, a dieci chilometri da Ronda.
L'8 maggio i Castigliani arrivarono davanti a Ronda. Il 17 maggio, il violento fuoco di artiglieria castigliano demolì le mura della città. Il 19 maggio i Castigliani tagliarono l'approvvigionamento idrico della città. Ronda capitolò il 22 maggio. La sua caduta causò anche la capitolazione di Marbella.
Muḥammad al-Zaghal, fratello minore di Abū al-Ḥasan ʿAlī, con il sostegno del visir Abū al-Qāsim Bannigas, si proclamò sultano. La popolazione di Granada lo soprannominò "al-Zaghal" (il Coraggioso). Il deposto sultano Abū al-Ḥasan ʿAlī andò a Mondújar, dove visse fino al 1485, anno della sua morte. Muḥammad XIII al-Zaghal regnò fino alla liberazione di Boabdil dalla prigionia castigliana, avvenuta nel 1487.

### Leggenda
La leggenda narra che Abū al-Ḥasan ʿAlī fu sepolto nella cima più alta della Sierra Nevada, il monte che porta il suo nome, il Mulhacén (3482 m).